# Serra Imeri
Serra Imeri é uma montanha na fronteira Brasil-Venezuela.